# Peter Balette
Peter Balette (* 11. April 1961 in Heusden) ist ein belgischer Fußballtrainer und -funktionär.

## Sportlicher Werdegang
Balette spielte Fußball im höheren Amateurbereich und lief dabei unter anderem für KVV Heusden-Zolder, Berkenbos VV, den Tervant AC und Lanaken VV auf. Nach dem Ende seiner aktiven Laufbahn wechselte er 1996 auf die Trainerbank. Zunächst war er für Kabouters Opglabbeek tätig, ehe er 1998 den FC Verbroedering Meerhout in der viertklassigen Promotion übernahm. 2001 kehrte er zum KVV Heusden-Zolder zurück, der in der zweiten Liga antrat. Am Ende der Spielzeit 2002/03 führte er die Mannschaft über die Aufstiegs-Play-Offs in die Erste Division. Nach dem direkten Wiederabstieg platzierte sich die Mannschaft nur im mittleren tabellenbereich, so dass er im Januar 2005 gehen musste. Im Sommer übernahm er den Trainerposten beim Ligakonkurrenten KVSK United. Mit dem Aufsteiger zog er als Vizemeister der Spielzeit 2005/06 in die Aufstiegs-Play-Offs ein, verpasste aber hinter Lierse SK den Durchmarsch in die erste Liga. Nachdem er mit der Mannschaft nicht an den Erfolg anknüpfen konnte, wurde er im Lauf der folgenden Saison freigestellt.
Im Juni 2007 stieß Balette als Trainerassistent von Jacky Mathijssen zum FC Brügge. Auch unter dessen Nachfolger Adrie Koster gehörte er zum Funktionsteam. Im Sommer 2011 folgte er einem Angebot von José Riga, der als neuer Cheftrainer bei Standard Lüttich angeheuert hatte. Im folgenden Sommer wurde Ron Jans dessen Nachfolger, den er bis zur Demission im Oktober des Jahres unterstützte. Kurzzeitig Interimstrainer war er anschließend Assistent von Mircea Rednic, dem er im Sommer 2013 zu KAA Gent folgte. Im April 2014 wurde Rednic freigestellt und Balette arbeitete Hein Vanhaezebrouck zu. 2015 ging Balette als Assistent zu KRC Genk und unterstützte eine Spielzeit lang Cheftrainer Peter Maes.
Im Sommer 2016 kehrte Balette zu KAA Gent zurück, wo er zunächst wieder Hein Vanhaezebrouck unterstützte. Nach dessen Entlassung im September 2017 war er zunächst Interimstrainer, ehe mit Yves Vanderhaeghe der Nachfolger feststand. Im Oktober 2018 kam es zum erneuten Trainerwechsel und der Däne Jess Thorup übernahm das Cheftraineramt. Im Sommer 2020 stieg Balette zum Technischen Direktor auf, nach einem schwachen Start in die Spielzeit 2020/21 wurde die sportliche Leitung des Klubs jedoch umgebaut und Balette kehrte nach der Entlassung des erst kurz zuvor installierten Cheftrainers László Bölöni an der Seite des vom Assistenten zum Cheftrainer beförderten Wim De Decker wieder auf die Trainerbank zurück. Im Winter kehrte Hein Vanhaezebrouck als Cheftrainer zurück, dem Balette zunächst als Assistent erhalten blieb. Im Sommer 2021 wurde er Teammanager des Klubs.
Im Sommer 2024 wechselte Balette als Trainerassistent von Karel Geraerts zum FC Schalke 04 nach Deutschland in die 2. Bundesliga, der zuvor mit der Verpflichtung von Sidney Sam und Stephan Loboué eine Neuausrichtung des Trainerteams angestoßen hatte. Nachdem zwischenzeitlich Kees van Wonderen Anfang Oktober das Cheftraineramt bei den „Knappen“ übernommen und Balette diesem zugearbeitet hatte, löste er am 24. Oktober aus familiären Gründen die vertragliche Vereinbarung mit dem Verein vorzeitig auf, um in seine Heimat zurückzukehren.